# Georgij Sjukov
Georgij Konstantinovitj Sjukov (russisk: Гео́ргий Константи́нович Жу́ков, tr. Geórgij Konstantínovitj Sjúkov; født 1. december 1896 i landsbyen Strelkovka, Kaluga guvernement (nu Kaluga oblast), Det Russiske Kejserrige, død 18. juni 1974 i Moskva, Sovjetunionen) var en sovjetisk marskal, der var internationalt kendt for sin ledelse under slaget om Moskva (1941) og slaget om Berlin (1945). Han var Sovjetunionens repræsentant ved Tysklands betingelsesløse kapitulation i Berlin.

## Karriere
Der er for få eller ingen kildehenvisninger i afsnit, hvilket er et problem. Du kan hjælpe ved at angive troværdige kilder til de påstande, som fremføres.

Sjukov gjorde tjeneste i den russiske hær som værnepligtig under 1. verdenskrig. Han blev forfremmet til underofficer og fik to St. Georgs Kors på grund af sin tapperhed under kampene. Ved oktoberrevolutionen i 1917 gik han ind i kommunistpartiet og deltog på de "rødes" side i den russiske borgerkrig.
I mellemkrigstiden steg Sjukov hurtigt i graderne og overlevede Stalins udrensninger i 1937. I 1938 var Sjukov leder af en sovjetisk armégruppe i Mongoliet, hvor han deltog i krigshandlingerne mod Japan i 1939. For indsatsen fik han udmærkelsen: Sovjetunionens helt.
Efter den tyske invasion i Sovjetunionen i 1941 deltog Sjukov i forsvaret af Leningrad og i slaget om Moskva. I 1942 ledede han de sovjetiske styrker i modoffensiven i slaget om Stalingrad og havde en ledende stilling i panserslaget ved Kursk i 1943.
I 1944 og 1945 ledede Sjukov flere offensiver mod tyskerne. Som Josef Stalins yndlingsmarskal var det Sjukov, som fik til opgave at indtage Berlin. Slaget om Berlin blev indledt fra floderne Oder og Neisse den 16. april 1945. Imidlertid havde Den Røde Hær store problemer med at bryde den tyske modstand ved Seelow-højderne. Derfor gav Stalin hans rival, marskal Ivan Konjev, til opgave at vende sine styrker mod Berlin. Af den grund blev det de to marskaller, som ledede militæroperationerne, som førte til den endelige erobring af Tysklands hovedstad.
Efter Tysklands betingelsesløse kapitulation den 8. maj 1945 blev Sjukov chef for den sovjetiske besættelse i Østtyskland. Den store sejrsparade fandt sted i Moskva den 24. juni 1945 anført af Sjukov, som red over Den Røde Plads på en skimmel. Efter sigende gjorde det Stalin jaloux. Sjukovs problemer begyndte for alvor, da han ikke så ud til at ville nedtone sine betydelige bidrag til Sovjetunionens krigssejre. Med tiden ønskede Stalin at blive fremstillet som hovedarkitekten bag triumfen; han ville ikke dele æren med nogen, uanset deres retmæssige krav. Han så derfor på Sjukov med stærk mistro. Stalins ønske om, at generalerne skulle kende deres plads, førte til, at mange blev arresteret. Sjukov slap imidlertid med at dele skæbne med dem. Han var for populær, måtte Stalin sande.
I stedet blev Sjukov overført til Odessa i 1947 som leder af det lokale militærdistrikt. Med denne degradering fik Stalin kørt ham ud på et sidespor i sovjetisk politik. For en sikkerheds skyld lod Stalin udstede forbud mod at omtale Sjukov i massemedierne.
Efter Stalins død i 1953 blev Sjukov imidlertid kaldt tilbage til Moskva og blev forsvarsminister. I den egenskab var han ansvarlig for Sovjetunionens indmarch i 1956 til nedkæmpelse af opstanden i Ungarn. Sjukov deltog desuden i det mislykkede partioprør mod Nikita Khrusjtjov i 1957 og blev derefter fjernet af centralkomiteen.
Nu spillede Sjukov ingen stor politisk rolle, selv om Bresjnev fik ham ind i varmen igen i 1964. Sjukov forblev meget populær i Sovjetunionen, hvad der ikke nødvendigvis var et fortrin i regimets øjne.
Bresjnevs forfængelighed gav sig udslag i hans ønske om at få en mere fremtrædende plads i Sovjetunionens historie under 2. verdenskrig, end historien berettigede: Sjukov var Den Røde Hærs betydeligste og dygtigste strateg under 2. verdenskrig, mens Bresjnev var en forholdsvis anonym, politisk kommissær. Bresjnev var følsom overfor dette misforhold og passede på, at Sjukov ikke stillede ham i skyggen.
Sjukov blev begravet under fuld militær hædersbevisning.